# Senchas Már
Senchas Már ['ʃenxas maːr] („Große Überlieferung“) ist der Name der bedeutendsten Sammlung von Rechtstexten in altirischer Sprache. Vermutlich in der ersten Hälfte des 8. Jahrhunderts wurde sie in der Provinz Ulaidh (Nordirland) aufgezeichnet.

## Aufbau der Texte
In der Senchas Már sind (je nach Version) in 30 bis 47 Kapiteln verschiedene Rechtsbereiche in jeweils drei Schritten erläutert, der keltischen Vorliebe zur Triadenbildung entsprechend. Viele dieser Verse beginnen mit den Worten ara-chan fénechus („Das Iren-Recht singt“), was auf die ursprüngliche mündliche Weitergabe hinweist. Die lapidare Kürze der Textsprache machte bereits in altirischer Zeit den Rechtsgelehrten Probleme bei der Auslegung, so dass meist eine ausführlich kommentierende Glossierung beigefügt wurde. Die im Gegensatz zum Römischen Recht vorhandene Ungleichbehandlung je nach dem sozialen Stand der Beteiligten ist besonders im dritten Teil der Senchas Már, Bretha Crólige, deutlich zu erkennen. Ein Beispiel sowohl für Triade als auch für lapidare Prägnanz ist dieser Vers:
| lugu selb sétaib sruithiu doén dibud ferr fer orbu | „Land ist geringer als [sonstiger] Besitz. Ein Mann gilt mehr als das, was er hinterlässt. Ein Mann ist besser als sein Erbe.“ |